# Accompagnamento salariale
L'accompagnamento salariale (portage salarial, porting salariale) è un rapporto di lavoro che implica una relazione tripartita tra un lavoratore autonomo, la sua clientela e una impresa intermediaria. Il lavoratore autonomo svolge un incarico per il cliente, l'incasso e la fatturazione relativa vengono svolte dall'impresa intermediaria che a sua volta (in cambio di una percentuale) versa i contributi sociali e pensionistici previsti per i lavoratori subordinati e gira il resto dell'onorario al lavoratore. In alcuni Paesi questa forma di contratto è considerata illecita perché configura un rapporto di lavoro fittizio.

## Scopi
In questo modello contrattuale l’impresa intermediaria si offre ai lavoratori autonomi in veste di datore di lavoro fittizio e quindi ne paga i contributi sociali. Gli onorari in questo modo si trasformano in salari, allo scopo di consentire al lavoratore autonomo di fruire di istituti previsti per i lavoratori dipendenti (come l'assicurazione contro la disoccupazione, la previdenza professionale, l'assicurazione contro gli infortuni). L’impresa intermediaria si occupa dell’incasso dell’onorario versato dai clienti, della relativa fatturazione e in generale di tutte le pratiche amministrative e burocratiche connesse.

## Nel mondo

### Francia
L'istituto giuridico del portage salarial nasce in Francia nel 1980; inizialmente rivolto solo ai dirigenti (l'idea è quella di offrire ai consulenti a cui viene proposto un incarico la possibilità di svolgerlo senza preoccuparsi della sicurezza sociale), si è poi sviluppato notevolmente negli anni 2000, fino ad essere inserito nel 2008 nel Codice del lavoro francese, che lo definisce come "un insieme di relazioni contrattuali organizzate tra un’impresa di accompagnamento, una persona accompagnata e delle imprese clienti, che comporta per la persona accompagnata il regime di salariato e la remunerazione della sua prestazione presso il cliente da parte della impresa di accompagnamento”.
Già nel 2014, diversi articoli della stampa specializzata hanno iniziato a parlare della creazione di un quadro giuridico separato per il porting salariale in Francia. All'inizio del 2015 è entrata in vigore una prima legge che specifica il profilo tipico di un lavoratore in porting salariale, che deve avere le competenze, le qualifiche e l'autonomia per cercare da solo i clienti e concordare con loro i termini e le condizioni del suo servizio e il suo prezzo.
Tuttavia, solo nel 2017 il porting salariale francese ha preso una direzione diversa dal quadro giuridico svizzero. Nel marzo 2017, è stato firmato un contratto collettivo che descrive nel dettaglio i doveri delle società di porting salariale e i diritti del lavoratore.

### Regno Unito
Nel 2000 si ha la nascita nel Regno Unito delle cosiddette umbrella company a seguito dell'approvazione della riforma fiscale nota come IR35,, volta a determinare l'aliquota fiscale da applicare al dipendente-proprietario di una «personal service company». Da allora il numero di umbrella companies si è moltiplicato, in quanto il loro servizio ha permesso alle agenzie di reclutamento di ridurre al minimo il rischio o agli ex "dipendenti-proprietari" di conformarsi alla nuova legislazione. In termini di funzionamento, si applicano due schemi a seconda che il contatto principale sia un'agenzia di reclutamento o un consulente. L'umbrella company fattura i servizi del consulente direttamente all'azienda cliente o all'agenzia di collocamento, che a sua volta fattura all'azienda cliente. Infine, l'umbrella company trasforma l'importo della fattura in uno stipendio per il consulente, deducendo le trattenute previdenziali e fiscali e detraendo le spese per i suoi servizi.

### Svizzera
La forma d'impiego dell'accompagnamento salariare si è diffuso anche in Svizzera, dove tuttavia non ha ancora un quadro giuridico ed è inquadrato dalla Legge sul Collocamento (LC) e, di conseguenza, dal Contratto Collettivo sul Prestito del Personale. A causa della mancanza di una legge dedicata interamente a questa forma d'impiego, si sono verificati talvolta degli illeciti legati al fatto che alcune aziende hanno offerto contratti di accompagnamento salariale a lavoratori che esercitano un'attività indipendente. Infatti, se utilizzato "per affiliare alle assicurazioni sociali, quali dipendenti, lavoratori che di per sé sono indipendenti", l'accompagnamento salariale è considerato illecito "secondo il diritto delle assicurazioni sociali svizzero" .